# 35 Vulpeculae
35 Vulpeculae, som är stjärnans Flamsteed-beteckning, är en ensam stjärna belägen i den mellersta delen av stjärnbilden Räven. Den har en skenbar magnitud på ca 5,39 och är svagt synlig för blotta ögat där ljusföroreningar ej förekommer. Baserat på parallaxmätning inom Hipparcosuppdraget på ca 17,1 mas, beräknas den befinna sig på ett avstånd av ca 190 ljusår (ca 58 parsek) från solen. Den rör sig närmare solen med en heliocentrisk radialhastighet av ca -8 km/s.

## Egenskaper
35 Vulpeculae är en vit till blå stjärna i huvudserien av spektralklass A1 V mA3, som anger att den har spektrum av en stjärna an spektraltyp A1 med metallinjer av en A3-stjärna. Den har en massa som är ca 2,2 solmassor, en radie som är ca 1,7 solradier och utsänder ca 22 gånger mera energi än solen från dess fotosfär vid en effektiv temperatur på ca 9 300 K.